# Boreale (periodo)

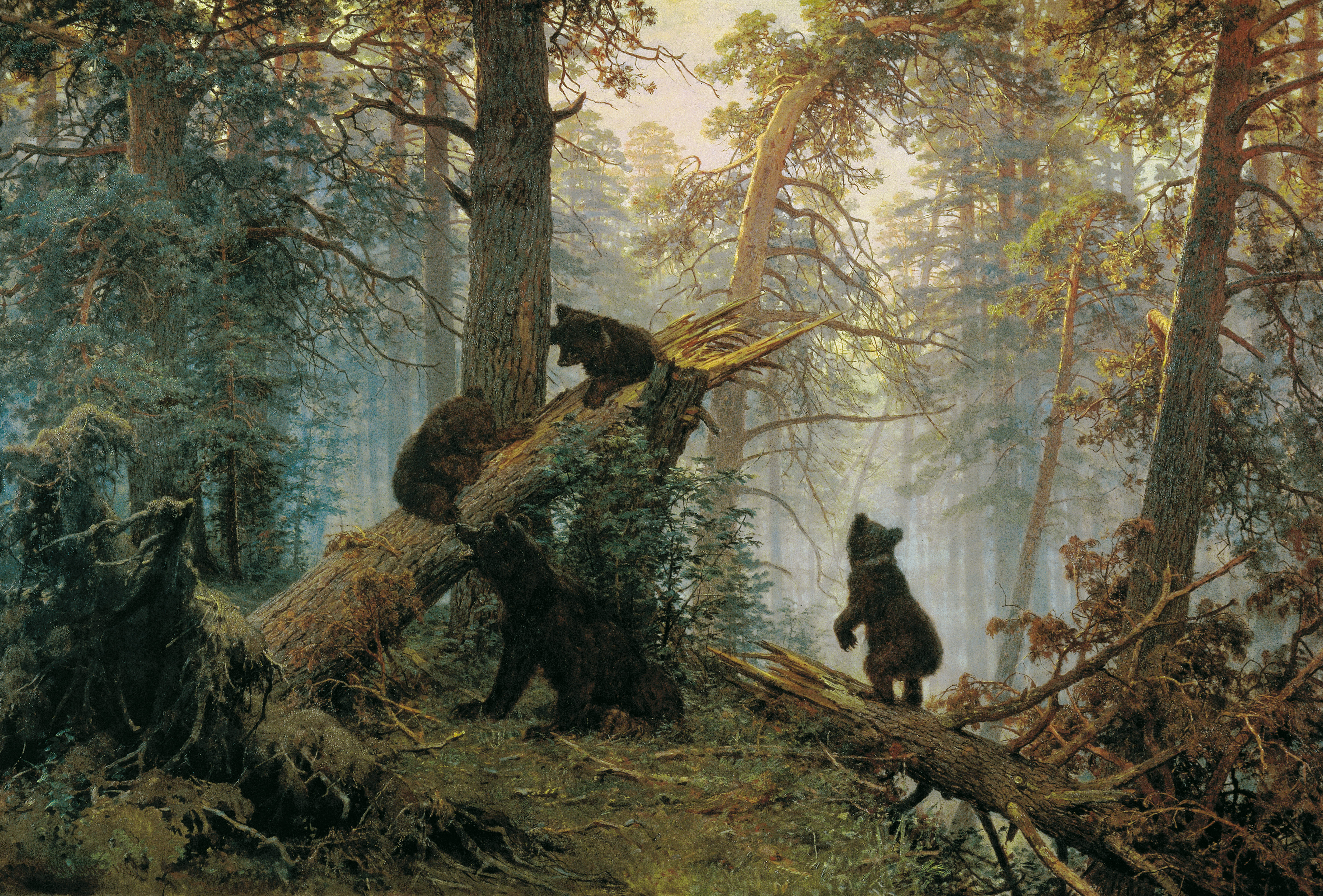
Mattino in una foresta di pini, un dipinto di Ivan Shishkin e Konstantin Savitsky.

Nella paleoclimatologia dell'Olocene, con il termine boreale s'intende la prima delle sequenze Blytt-Sernander delle fasi climatiche del Nord Europa che furono originariamente basate sullo studio delle torbiere danesi; il nome delle sequenze deriva da quello di Axel Blytt e Rutger Sernander, i quali per primi stabilirono la sequenza. Blytt nel 1876 introdusse la terminologia boreale derivandola da Βορέας – boreas il dio greco dei venti del nord. 

Nei sedimenti delle torbiere, la boreale è riconoscibile anche tramite la sua caratteristica zona di polline.
Essa venne preceduta dal Dryas recente, l'ultima ondata di freddo del Pleistocene, e seguita dall'Atlantica, un periodo più caldo e più umido rispetto al nostro clima più recente. La boreale, in quanto sequenza di transizione tra i due periodi, fu caratterizzata da notevoli variazioni, in parte assimilabili ai climi attuali.
Corrisponde alla zona di polline II di W.H. Zagwijn e V secondo Litt.

## Suddivisione della Boreale
Successivamente allo schema originale di Blytt-Sernander, il primo stadio della boreale venne diviso in una fase transizionale preboreale, seguita dalla boreale vera e propria. Alcuni schemi attuali basati sulle zone di polline distinguono anche una pre-boreale (zona di polline IV), una boreale arcaica (zona di polline V) e una boreale tarda (zona di polline VIa, b, e c).

## Datazione

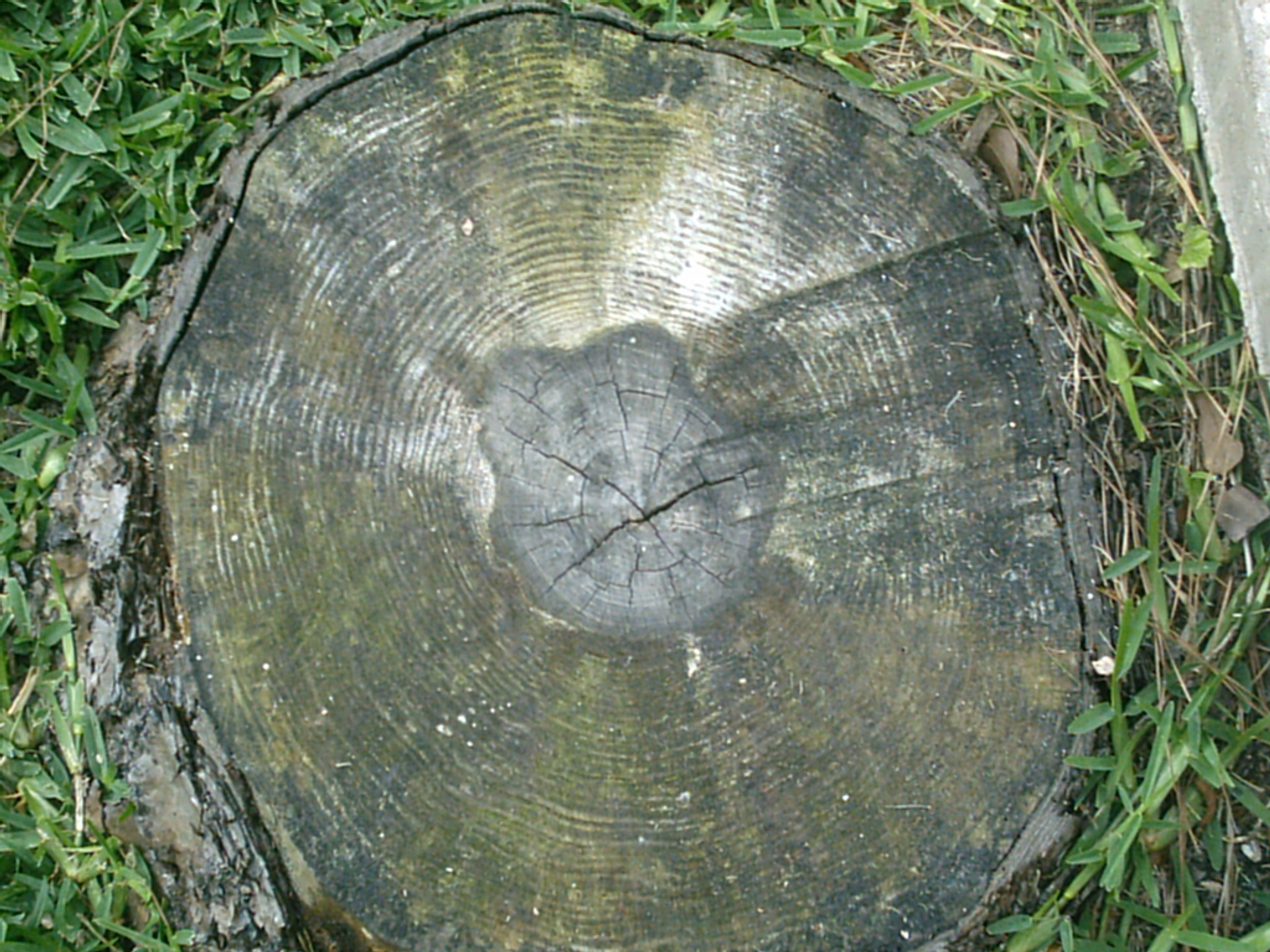
Anelli di accrescimento annuale in un pino.

La data generalmente accettata per la fine del Dryas recente e l'inizio della preboreale è 11.500 anni BP. L'inizio di questo periodo è definito in modo piuttosto netto da un rapido innalzamento della temperatura di 7 °C in 50 anni. La data è basata in modo piuttosto affidabile sulle carote di ghiaccio estratte dai ghiacciai della Groenlandia, che danno 11.640 anni fa per il tardo Dryas recente e 11.400 BP per l'inizio della Preboreale.

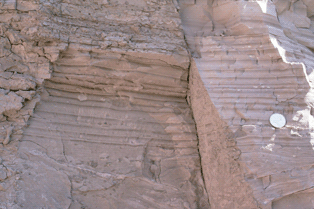
Varve.

Ma le stime riguardo ad altre date variano fino a 1000 anni, per una serie di ragioni. Prima: la "boreale" può identificare un paleoclima, una zona di polline o una cronozona cronologicamente fissata, e queste tre basi di definizione permettono date abbastanza diverse. Seconda: con metodi di datazione differenti si ottengono date diverse. Il problema basilare è che il clima e il polline variano alquanto da regione a regione. Gli scienziati di ogni regione usano i metodi disponibili nella loro regione: le varve (gli strati annuali di sedimenti da fondi lacustri antichi o moderni), le carote di ghiaccio o il conteggio degli anelli degli alberi (dendrocronologia).
La standardizzazione sta diventando un problema sempre più assillante fra gli scienziati di ogni parte del mondo. Le date ottenute con molti metodi continuano a moltiplicarsi per il fatto che i paleoclimatologi cercano di ottenere una risoluzione più alta. Ma non è chiaro se le variazioni regionali permetteranno una standardizzazione ad alta risoluzione.

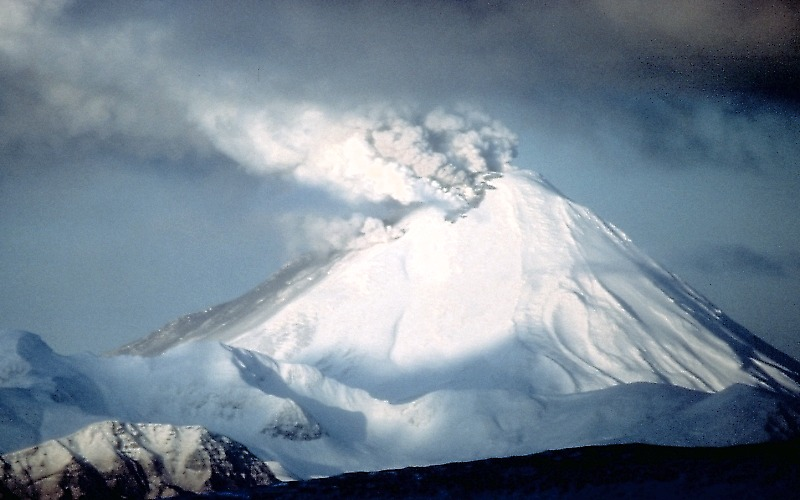
Distribuzione della tefrite.

Ci sono tuttavia alcune date sicure per la preboreale e boreale. La tefrite di Saksunarvatn - uno strato di cenere da ricaduta vulcanica (fall-out) - viene datata nel ghiaccio della Groenlandia a 10.180±60 BP; nei depositi lacustri a Krakenes in Norvegia, viene assegnata a 10.010–9.980 anni fa; nei laghi nord-occidentali della Germania a 10.090 BP. La tefrite si viene a formare nei contesti iniziali del boreale. Così, pare certo che la boreale antica (zona di polline V) includa l'anno 10.000 BP. In modo analogo, il tardo boreale include la tefrite di Kilian/Vasset della Svizzera e dei laghi tedeschi sud-occidentali calibrati tutti a 8200 anni fa. Ma i confini risultano meno certi.

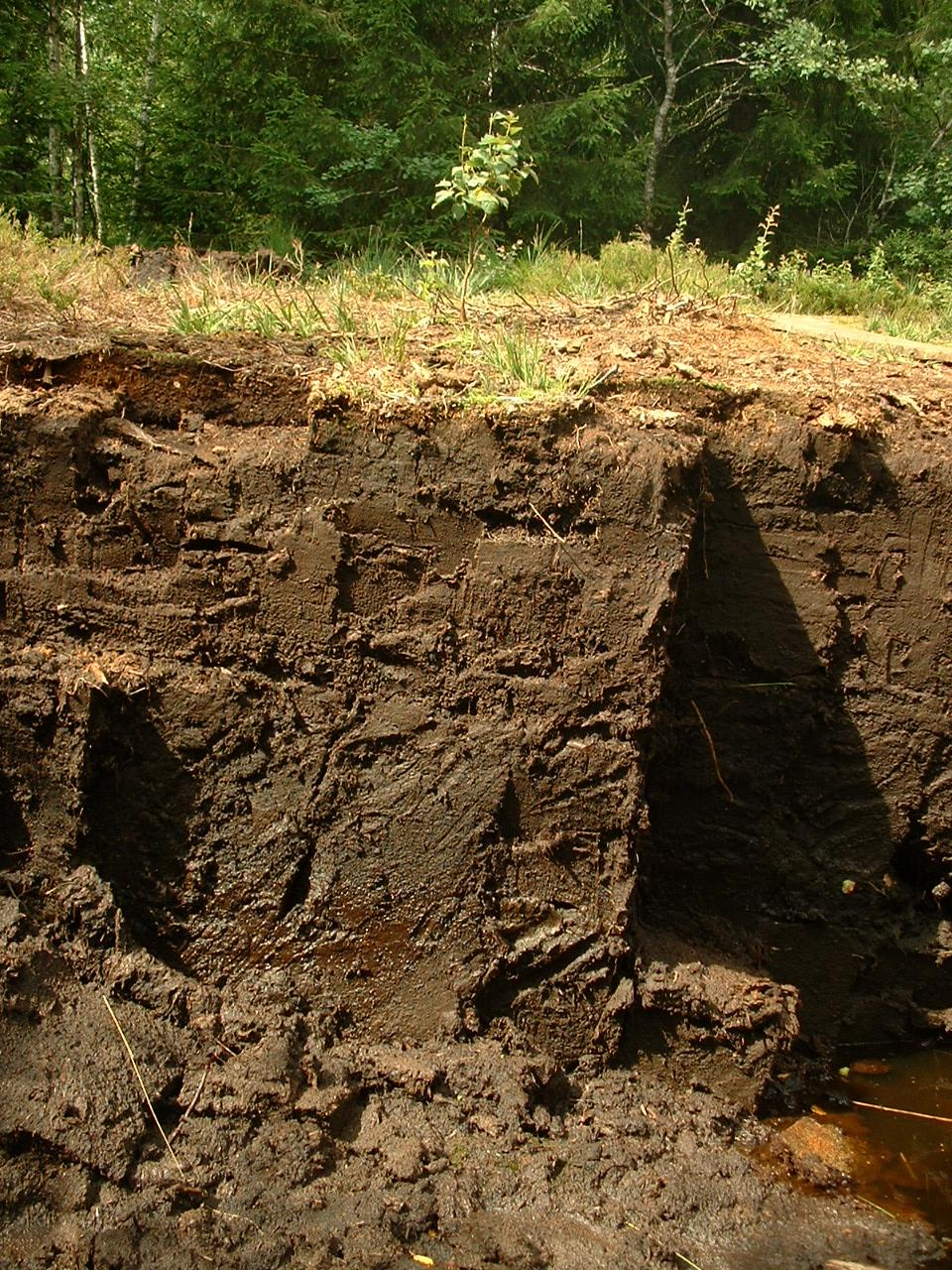
Torba.

Gli studi delle paludi nel nord-ovest della Russia sono la base per una suddivisione del preboreale (PB) in PB-1, 10.000-9800, e PB-2, 9800–9300 BP non calibrati. Lo schema prosegue suddividendo la boreale (BO) in BO-1, 9300–9000, BO-2, 9000–8500, e BO-3, 8500–8000 BP non calibrati. La calibrazione CalPal su queste date propone margini complessivi di 11.500 e 10.500 BP per la pre-boreale, e 8900 anni per la fine della boreale.
Le date calcolate recentemente sono di solito più antiche di quelle risalenti a più di 10 anni fa. Per esempio, Iverson (1973) e Rud (1979) forniscono date di 10.000–9000 BP per la preboreale e 9000–8000 BP per la boreale, le quali sono date non calibrate calcolate con il C-14 basato sulla stratigrafia del polline scandinavo.
Presumibilmente, le date più recenti sono più accurate, dal momento che la tecnologia si perfeziona continuamente e spesso abbastanza rapidamente. Tuttavia, anche le fasi del polline e del clima possono dipendere dalla latitudine, così nessuna data può essere esclusa con certezza. Gli scienziati sono alla ricerca di un modello di datazione complessiva, ma anche questa tecnica non è ancora del tutto affidabile.

## Descrizione

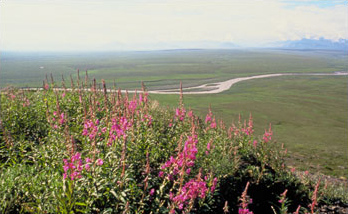
Vegetazione della tundra in Alaska.

Prima del pre-Boreale, l'Eurasia era serrata nel freddo del Dryas recente e appariva come una cintura di tundra quasi continua, con regioni di taiga, coperte da una coltre di erbe, arbusti ed altre piante a basso fusto tipiche delle terre aperte. Un gran numero di erbivori vagavano in greggi per lunghe distanze. La copertura vegetale pullulava di specie, piccole, ad alta velocità di riproduzione e che fungevano da catena alimentare per i predatori più grandi, i quali, insieme alla specie umana, cacciavano i mammiferi della tundra aperta.
Il pre-Boreale iniziò con un improvviso innalzamento della temperatura che provocò un brusco mutamento di questo ecosistema. La foresta rimpiazzò le terre aperte in Europa, e gli animali che vivevano nella foresta si espansero dai refugia meridionali, rimpiazzando i mammiferi della tundra dell'era glaciale; così si venne a sviluppare un nuovo ecosistema. La vecchia fauna persisté nell'Asia Centrale, ma venne presto estromessa, poiché non fu rifornita dalle aree più grandi che costituivano il precedente ecosistema.
Il mare portò un isolamento aggiuntivo a causa del suo rapido innalzamento sommergendo l'intera costa. L'Irlanda venne presto isolata nel Boreale, subendo un impoverimento delle specie, e trovandosi ad essere la dimora di solo due terzi delle specie presenti nella Britannia, la quale a sua volta venne ad essere isolata alla fine del boreale. La foresta richiuse l'area dove si trovava la precedente tundra europea.
La specie umana dovette adattarsi all'invadente foresta o muoversi verso est con i grandi mammiferi. Quelli che rimasero divennero cacciatori-raccoglitori delle foreste e pescatori nelle numerose baie, lagune e acque poco profonde intorno alle migliaia di isole che adesso coprivano i mari d'Europa. Essi vivevano riccamente e vennero incoraggiati ad entrare nella fase pre-produttiva del Mesolitico. Quelli che si spostarono verso est si dedicarono alla caccia degli ultimi esemplari selvatici di grande mole, dedicando i loro sforzi migliori a formare greggi di ciò che restava. Nelle Americhe, gli uomini abbandonarono la fase paleoindiana, passando nel periodo arcaico nelle Americhe.
Nel frattempo l'umanità nel sud della zona temperata settentrionale aveva già iniziato a prodursi in proprio il cibo, in varie località separate tra loro da ampi spazi, in quello che rappresentava ormai gli esordi della civiltà. Non c'è nessuna testimonianza di qualche esteso contatto con le culture del nord durante il periodo Boreale. I produttori tendevano a vivere in centri densamente popolati senza nessun interesse a muoversi di là, eccetto quando erano motivati a trovare nuove terre. I raccoglitori vagavano ampiamente sulle loro terre, costruendo solo insediamenti temporanei in cui trascorrere l'inverno.

## Flora

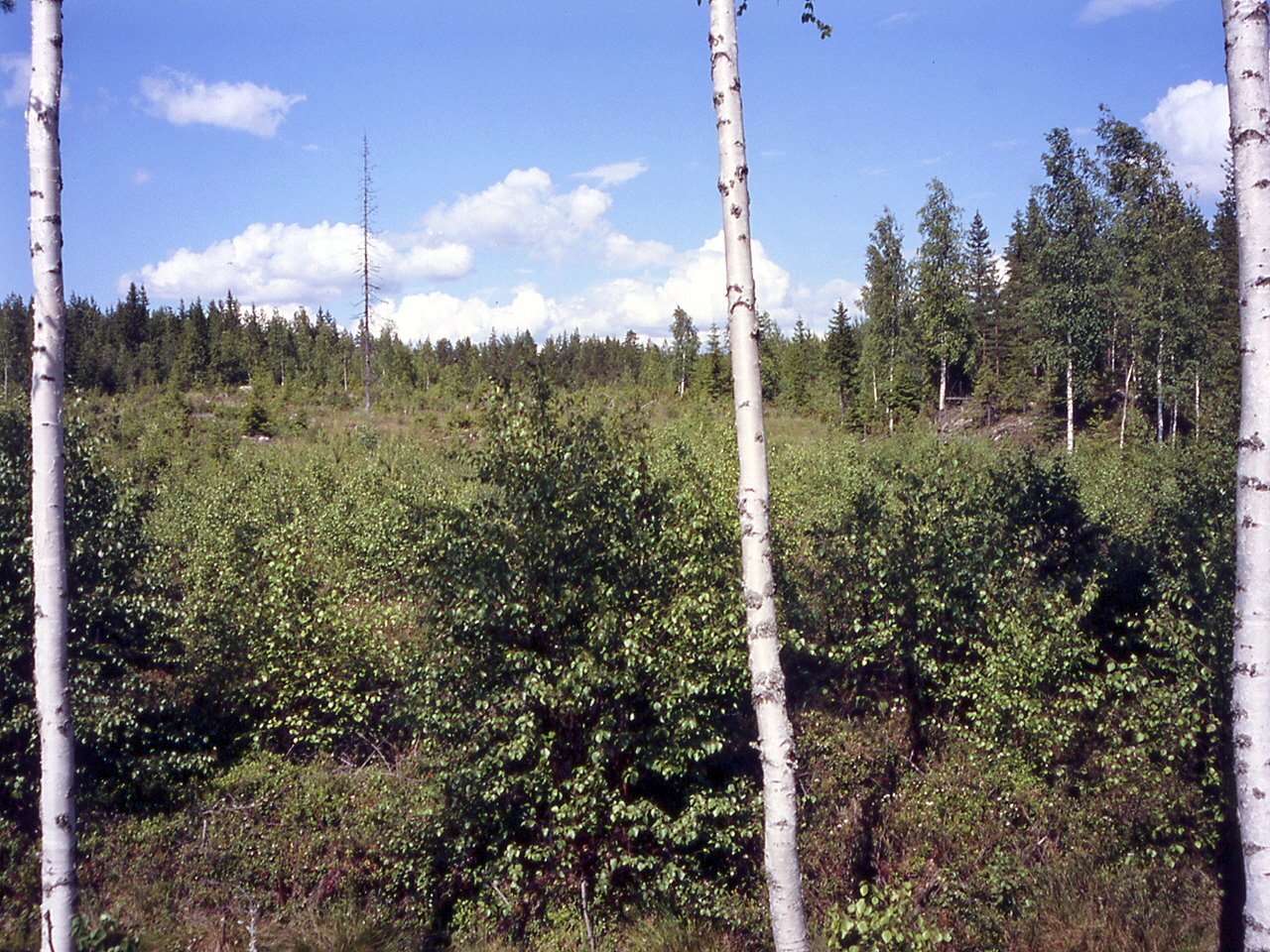
Foresta di betulle vicino Ruovesi, Finlandia.

Durante la zona di polline IV pre-boreale, una grande quantità di polline proveniente da alberi iniziò a rimpiazzare il polline delle specie di "terra aperta", dal momento che le specie arboree più mobili e flessibili colonizzavano il territorio verso nord, sostituendo le piante della tundra dell'era glaciale. Tra le prime sono da annoverare le betulle, in particolare Betula pubescens e Betula pendula, insieme al Sorbus aucuparia e al pioppo tremulo (Populus tremula). Particolarmente sensibili ai cambiamenti di temperatura e capaci di muoversi verso nord quasi immediatamente furono il Juniperus nana e il Juniperus communis (cioè il ginepro nano e l'arbustivo), i quali raggiunsero la massima densità nello stadio pre-boreale, prima che le loro nicchie fossero soppiantate da altre specie. Il pino seguì poco dopo, per cui la zona boschiva aperta risultante viene spesso chiamata foresta di betulle o di pini e betulle.

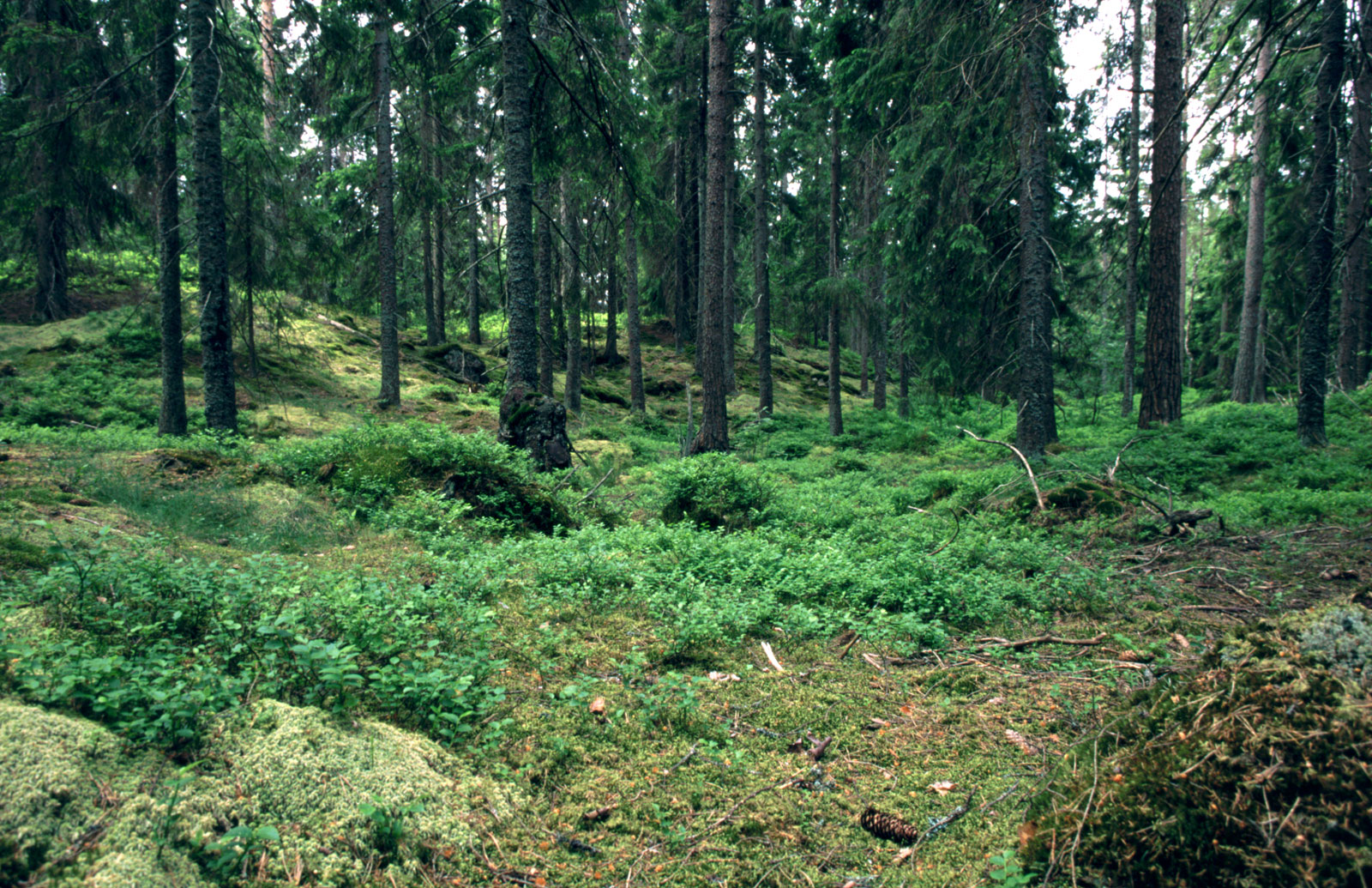
Foresta svedese di abeti rossi.

Nell'ancora più caldo stadio primario Boreale della zona di polline V, il Corylus avellana (nocciolo) e il pino si espansero nelle zone boschive a betulla a un tal grado che i palinologi si riferiscono all'ecoambiente risultante come a una foresta di noccioli e pini. Nel Boreale tardo vennero soppiantati dall'espansione di una foresta decidua chiamata foresta mista di querce. Pini, betulle e noccioli furono ridotti a favore della quercia, dell'olmo, del tiglio e dell'ontano. La tundra precedente era adesso chiusa da una copertura di foresta densa. Nelle zone paludose prevalse la Typha latifolia. Specie meno tolleranti il freddo, come l'edera e il vischio, si potevano trovare in Danimarca.

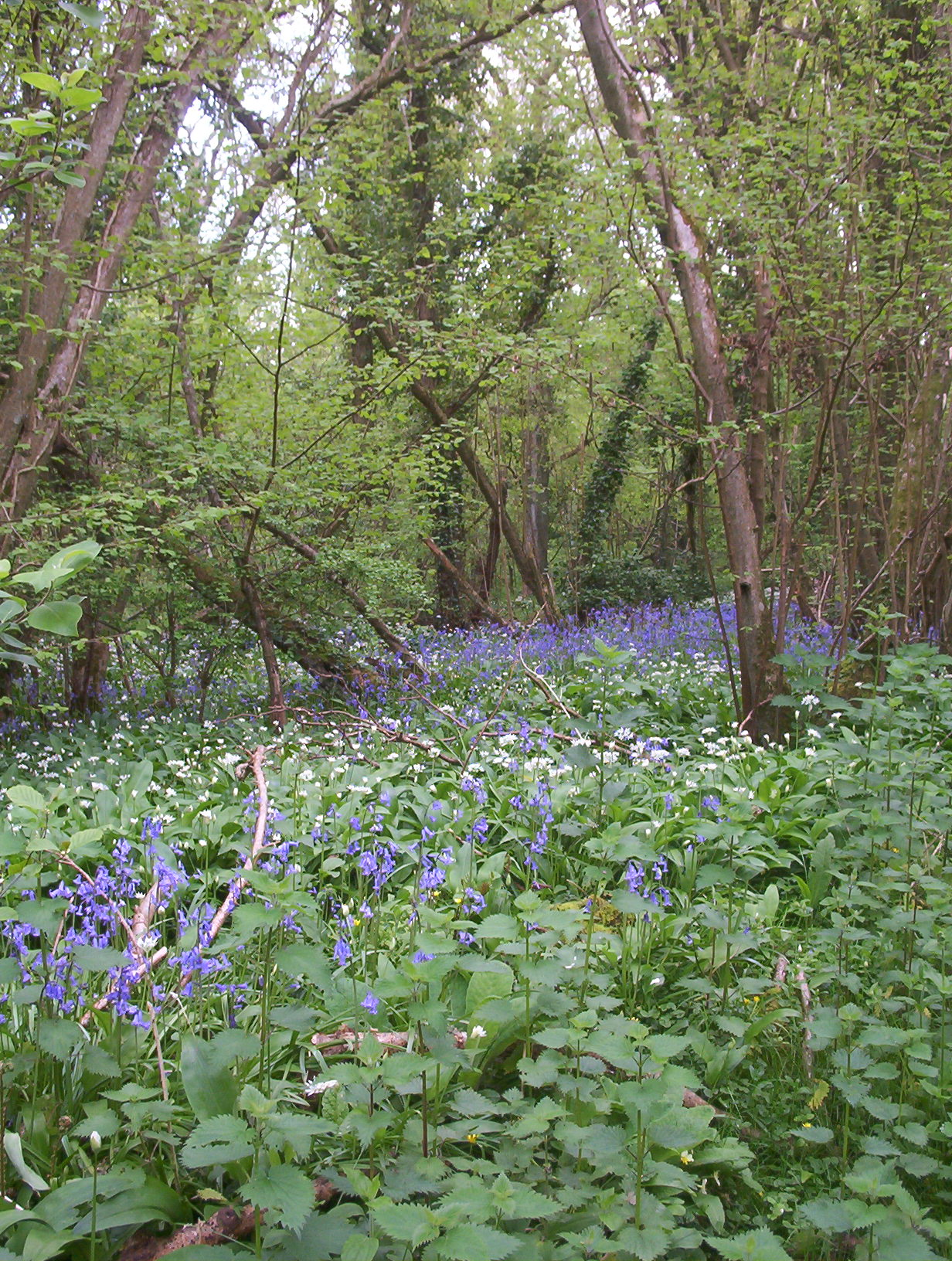
Boschetto di Corylus.
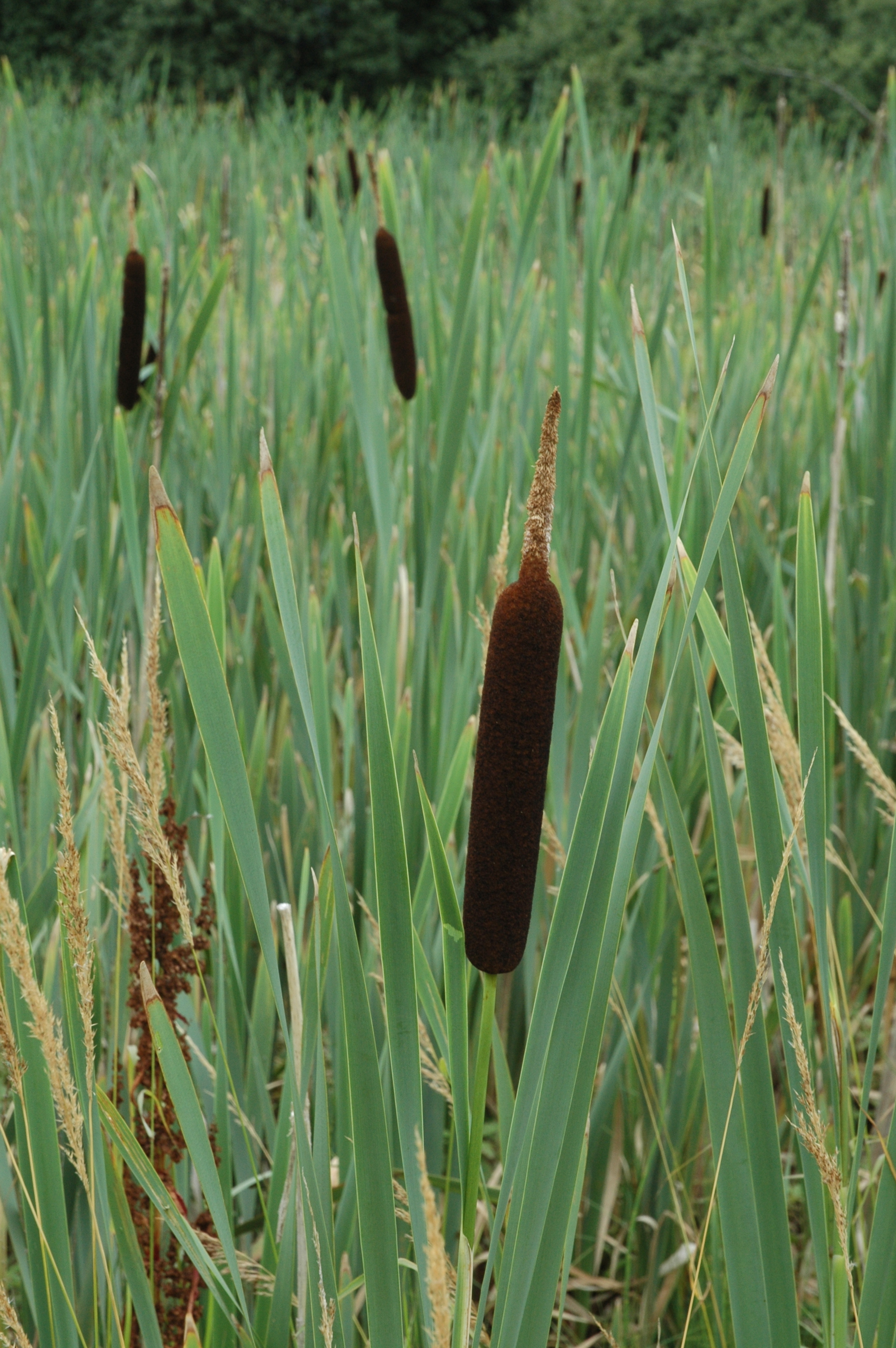
Typha latifolia.
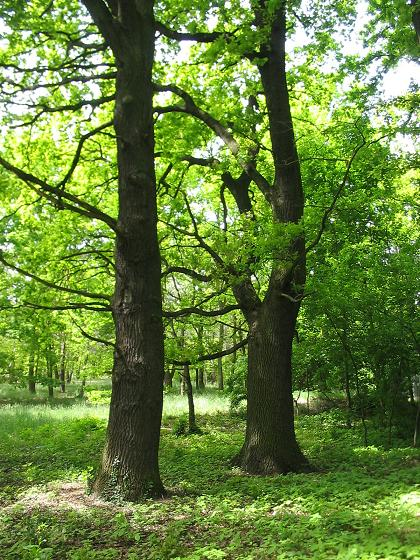
Foresta di querce.
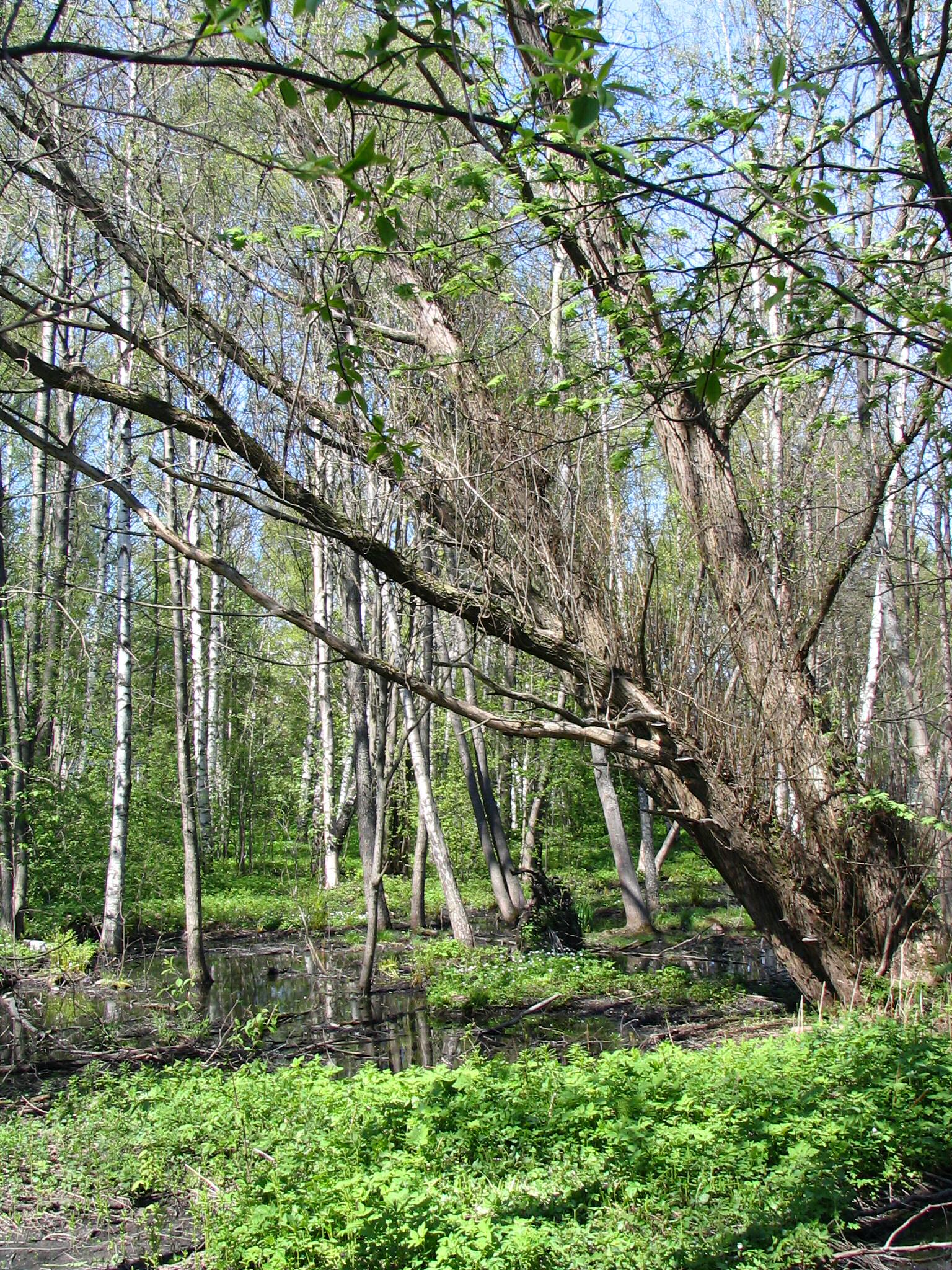
Una foresta di ontani a Strömsinlahti, Roihuvuori, Helsinki.

## Fauna

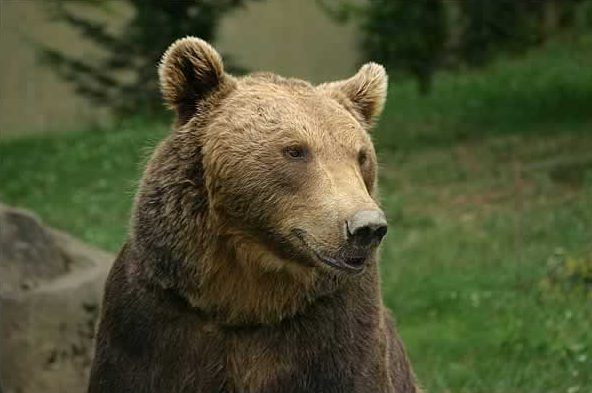
Orso Bruno dei Pirenei.

La nuova foresta fu popolata da animali dai refugia in Italia, Spagna e Balcani. Specie come l'Emys orbicularis (tartaruga di stagno europea), che necessitano di temperature più alte, si potevano trovare in Danimarca. Il piviere dorato euroasiatico arrivò fino in Norvegia.

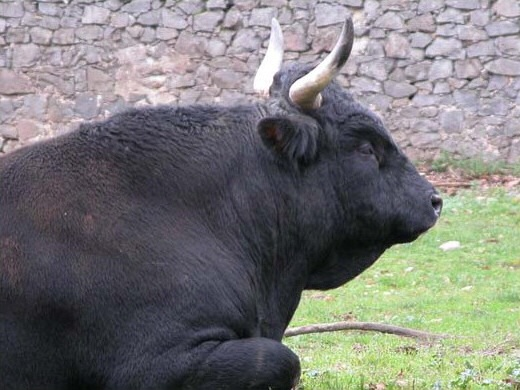
Questa robusta razza bovina è il risultato degli sforzi per ricostruire l'estinto uro Bos taurus primigenius, l'antenato degli odierni bovini.

I perissodattili delle pianure (cavalli, rinoceronti, ecc.) furono rimpiazzati dai cervidi delle foreste: Cervus elaphus (cervo nobile o cervo europeo), Capreolus capreolus (capriolo) e Alces alces (alce). Il cinghiale popolava le foreste di querce, mentre il Bos primigenius (uro, l'antenato degli odierni bovini) frequentava radure e folti boschetti. Tra i predatori: Canis lupus (lupo), Ursus arctos (orso bruno), Lynx lynx (lince), Felis silvestris (gatto selvatico). La Lepus europaeus (lepre) era una delle prede.

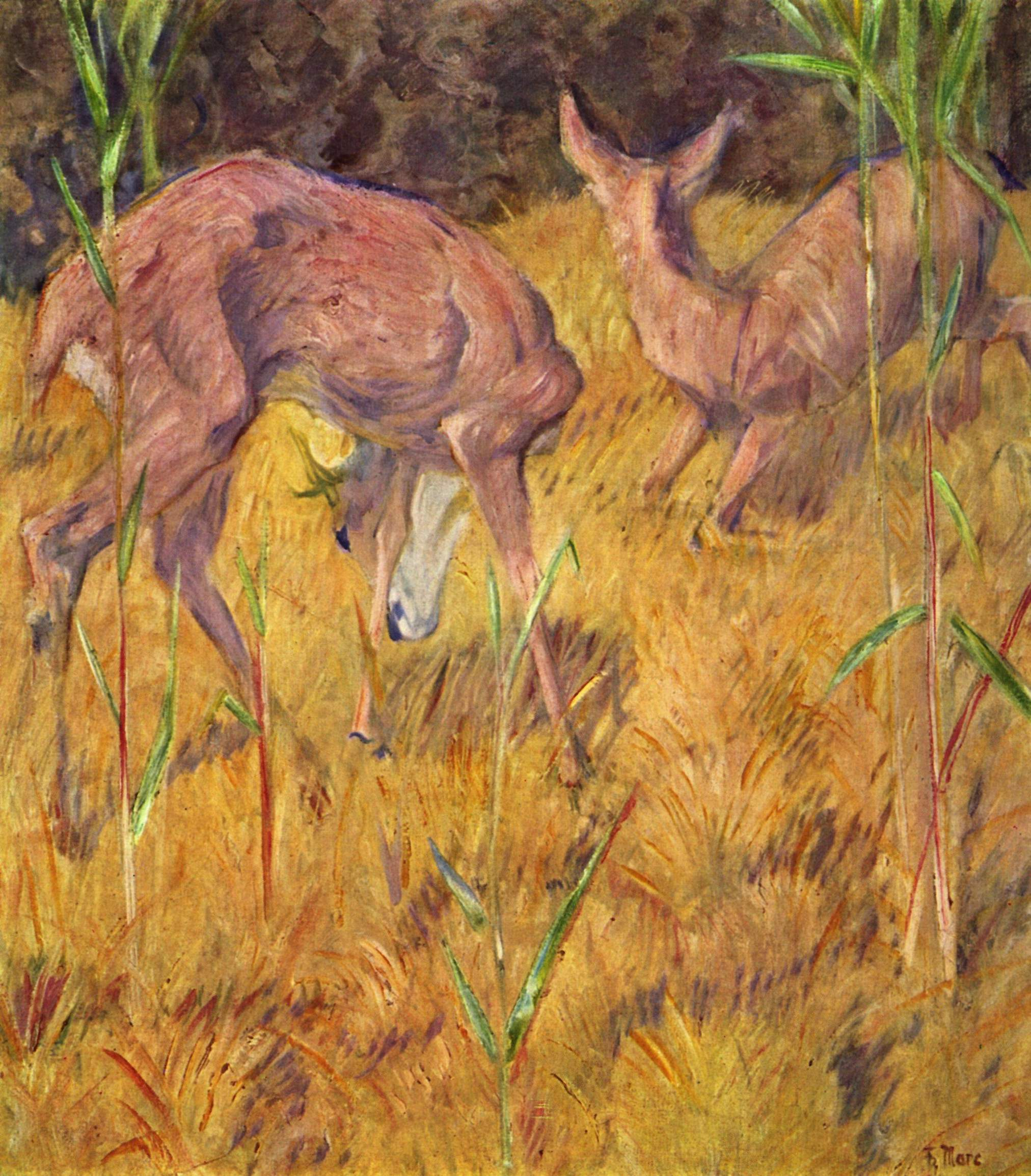
Cervi fra le canne, dipinto di Franz Marc.

Le acque dell'entroterra sarebbero come le acque europee attuali, se esse non avessero subito l'intervento esterno. Il Castor fiber (castoro) fece aumentare le terre umide arginando i corsi d'acqua e stagni. La Lutra lutra (lontra) vi cacciava il pesce, come l'Esox lucius (luccio settentrionale) e i pesci gatto.

## Gli umani
Il preboreale-Boreale in Europa fu un periodo di transizione dalle culture paleolitiche a quelle del Mesolitico. Le foreste e le zone costiere sommerse furono ambienti ricchi di vita. Gli insediamenti umani però evitavano la parte più fitta delle foreste, privilegiando ruscelli, laghi, e specialmente le baie dell'oceano.
Insediamenti pre-boreali sono stati trovati nell'Europa centro-settentrionale, come a Friesack. Qui reperti insoliti, come diversi frammenti di rete fatta con fibre vegetali, suggeriscono che la pesca sia stata una componente importante.
I reperti provenienti da un altro insediamento a Vis, vicino al fiume Vyčegda in Russia, offrono maggiori dettagli sulla vita in un insediamento del Boreale. Fibre di piante venivano usate per fare canestri e per immanicare le punte d'ossa alle aste per formare le lance. I pescatori attraversavano le acque con imbarcazioni fatte di corteccia, mosse da remi, e gettavano le reti. Essi realizzavano anche reti portatili utilizzando anelli di legno e fibre vegetali.
La ricerca di cibo continuava anche d'inverno: infatti sono stati trovati sci e slitte con pattini. La renna continuava ad essere cacciata e probabilmente veniva a formare mandrie addomesticate. Sono stati trovati archi, frecce e lance. Era abbastanza comune abbellire gli utensili in legno o ossa mediante la scolpitura; pochi erano i motivi utilizzati: la testa d'alce, il serpente e l'uomo.
In Europa, la maggiore cultura era la Maglemosiana (9000–6400 a.C.), che si estese dalla Danimarca alla Russia. Le culture localizzate comprendevano i Neman della Lituania, i Kunda di Lettonia ed Estonia, gli Aziliani della Francia, e gli Epigravettiani d'Italia. Verso la fine del Mesolitico, le tradizioni locali iniziano a moltiplicarsi, forse a causa delle influenze dal sud, o al generale avanzamento della cultura.
Nell'America del Nord appartengono a questo periodo il complesso di San Dieguito e il complesso del lago Mojave, situati nella regione costiera della California meridionale e nel deserto del Mojave, e altri complessi nel deserto di Sonora, nel deserto di Yuma (Messico settentrionale) e nella penisola della Bassa California.